# Michel Jouvet

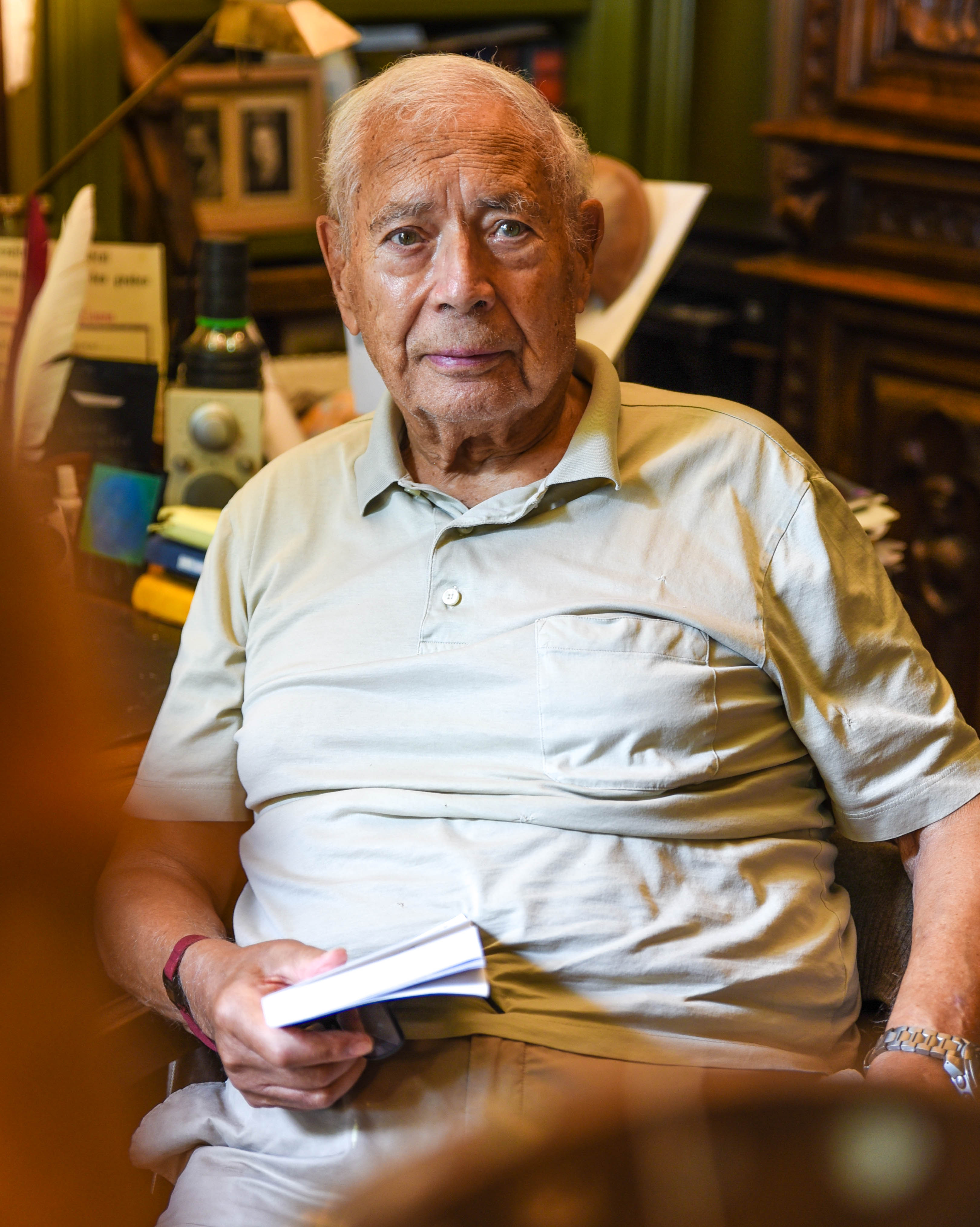
Michel Jouvet in 2017

Michel Jouvet (Lons-le-Saunier, 16 november 1925 – 3 oktober 2017) was een Frans neurobioloog, en een pionier op het terrein van het slaaponderzoek. Hij was hoogleraar Experimentele Geneeskunde aan de Universiteit van Lyon.

## Paradoxale slaap
Jouvet beschreef in 1961 het verschijnsel van de paradoxale slaap, en slaapstadium waarbij een actief elektro-encefalogram (EEG) samengaat met het ontbreken van een spiertonus. Naast de paradoxale slaap onderscheidde Jouvet ook de diepe slaap (slow wave sleep). Jouvet ontdekte in zijn onderzoek met katten dat een gebied in de hersenstam, de pons, verantwoordelijk is voor deze typische slaapverschijnselen. In 1959 beschreef hij dat bij katten laesies van de pons op niveau van het tegmentum (in een gebied omschreven als locus caeruleus) de inhibitie van motoneuronen in het ruggenmerg ophief. Deze katten vertoonden tijdens remslaap gedrag dat leek op dat van exploratie, besluipen van een prooi, verdediging, en zichzelf poetsen. Jouvet beschouwde dit gedrag als een uiting van de droombeleving.

## Remslaap
Ongeveer gelijktijdig met Jouvet beschreven in de Verenigde Staten onderzoekers als Eugene Aserinsky, Nathaniel Kleitman, en William Dement eenzelfde soort verschijnsel, dat door Dement remslaap werd genoemd. Rem is afgeleid van Rapid Eye Movements; de snelle oogbewegingen die tijdens droomslaap optreden. Deze snelle oogbewegingen waren dus niet een ontdekking van Jouvet, maar van Aserinsky en Kleitman. Jouvet speculeerde later dat de functie van de paradoxale slaap (en de daarbij optredende dromen) een soort iteratief neuraal programma was, dat diende om de eigen door erfelijkheid bepaalde karaktertrekken in stand te houden. 
Jouvet is in 1977 benoemd als lid van Académie des Sciences, en in 1989 onderscheiden met de gouden medaille van Centre national de la recherche scientifique (CNRS).
Hij overleed in 2017 op 91-jarige leeftijd.